# خواهران ساسکا
خواهران ساسکا (انگلیسی: Soska sisters؛ زادهٔ ۲۹ آوریل ۱۹۸۳) که با اسامی دیگری همچون ساسکا سیسترز و توئیستد توئینز (دوقلوهای به‌هم‌تابیده) هم شناخته می‌شوند، دو خواهرِ دوقلویِ کانادایی به نام‌های «جن ساسکا» و «سیلویا ساسکا» هستند. این دو خواهر، هنرپیشه، کارگردان، فیلم‌نامه‌نویس و تهیه‌کننده فیلم بوده و از سال ۲۰۰۱ میلادی تاکنون مشغول فعالیت هستند.
از فیلم‌ها یا مجموعه‌های تلویزیونی که این دو خواهر در آن‌ها نقش داشته‌اند می‌توان به چهار شگفت‌انگیز، شر نبین ۲ و کایل ایکس‌وای اشاره نمود.